# Грушецкий, Сергей Фёдорович
Сергей Фёдорович Грушецкий — рыбопромышленник, директор (совместно с графом Эриком Фёдоровичем Бергом и Евгением Эрнестовичем фон-Этменгером) правления Акционерного общества Тихоокеанских морских промыслов «С. Грушецкий и К°» (действовало с 26 октября 1913 г.). Первый рыбопромышленник на западном побережье Камчатки. Благодаря его деятельности образовалось Запорожское сельское поселение. До создания своего предприятия Грушецкий возглавлял в Усть-Камчатске предприятие А. А. Прозорова, закрытое в 1902 году по причине смерти владельца.

## Деятельность
Западное побережье Камчатки начало осваиваться только после русско-японской войны 1904—1905 годов. До весны 1907 года устье реки Озерной пустовало, на ней не было населённых пунктов. Населенные пункты были севернее — на реках Явина, Голыгина, Большая. На Озерной некогда проживали древние камчатские народы, но и они к тому времени уже не селились на этой реке по неизвестным нам причинам.
В первые годы начала XX века рыбопромышленное товарищество «Тихоокеанские морские промыслы С. Грушецкого и К°» владело промысловыми участками на реке Большой и построило там рыбоперерабатывающий завод. Это было передовое для того времени производство. Специалистов этого предприятия привлекала и река Озёрная, по которой шла на нерест в Курильское озеро одна из самых ценных лососёвых рыб — нерка. Это обстоятельство вынудило рыбопромышленника Грушецкого обжить реку Озёрную, начав строительство производства на голом месте, с нуля.
О прибытии С. Грушецкого в эти места свидетельствует такой документ, как разрешение на право получения рыболовного участка «от 7 августа 1907 г., о сдаче товариществу „Тихоокеанские морские промыслы С. Грушецкого и К°“ земельного участка для рыбного промысла на реке Озёрной».
Он поручает своему представителю в Харбине, Ивану Афанасьевичу Потужному, подобрать людей для рыбного промысла в реке Озёрной в 1907 году. Вокруг его предприятия в 1907 году образовывается село Запорожье (Унтербергеровка, Запорожское). В Центре документации новейшей истории Камчатской области, директор Центра В. П. Пустовит, обнаружил в фонде 1199, опись 1 дело № 3201, где на листе 7 приводится справка Запорожского сельсовета № 101 от 26 марта 1932 года, описывающая село Запорожье, говорится: 

«Село Запорожье основано в 1907 году. Преимущественно украинское. 52 хозяйства…»

Село было основано на левой стороне реки Озёрной, где промышленник Грушецкий построил завод, вокруг которого посёлок и образовался. Первоначально посёлок не носил названия, но с 1910 стал именоваться «Унтербергерово» в честь генерал-губернатора Приамурского края П. Ф. Унтербергера, которому Камчатка в те годы подчинялась. В 1910 колония насчитывала 24 человека, в основном это были родственники Ивана Афанасьевича Потужного с Украины и их друзья-знакомые, переехавшие из Херсонской губернии. В этот сезон рыбаки сдали фирме 120 000 шт. свежих рыбин и часть уже засоленного улова, и имели хороший заработок. На промысле фирмы работали привезённые из Владивостока 162 русских рабочих. Они получали 25 рублей в месяц, премию от улова, и питались за счёт хозяина.
Предприятие Грушецкого уже в то время считалось солидным: имело свой капитал, морские суда, материалы, промснаряжение, продовольствие на будущую путину (сезон, в течение которого проводится интенсивный лов рыбы). Сохранилось письмо старожила села Запорожье Соловьева Герасима Константиновича, 1889 года рождения. В 1914 году он был завербован на промыслы С. Грушецкого на реку Озёрная.

«…До 1907 года на реке Озерная не было никаких поселений. Ближайшим селом было Явино, где жили местные жители… Весной 1907 года на Озерную прибыл рыбопромышленник Грушецкий на своих пароходах. Их у него было три: „Роман“ двухтрубный, „Евгения“ и „Федя“. Сразу по прибытии начали готовиться к засольному рыбному промыслу. Одновременно сюда приехали переселенцы Потужный Алексей, Потужный Емельян, Потужный Иван, Шараев Алексей, Кирдяшкин Василий и другие. Они были поселены над морем в барак-общежитие.
Впоследствии сюда были завезены и поставлены 9 домиков, их заселили. С материка к переселенцам стали приезжать знакомые, родственники. В 1914 году было уже 13 домиков, 22 семьи.
Население ловило в летнее время рыбу и сдавало на промысел Грушецкого, за это получало продукты питания и другие товары. Зимой охотились…»

Товарищество на вере «Тихоокеанские морские промыслы С. Грушецкий и К°» являлось одной из крупнейших отечественных рыбопромысловых компаний, работавшей на Камчатке в начале 1910-х гг. Главная контора предприятия размещалась в Санкт-Петербурге. В 1914 г. председателем правления фирмы состоял граф Э. Ф. Берг, её директором был Е. Э. фон Этлингер. Основные промыслы фирмы размещались на западе полуострова Камчатка в районах рек Большая и Озёрная.
28 мая 1913 г. С. Грушецкий обратился в ГУЗиЗ, с просьбой о том, что в России нельзя найти подходящего рыбовода (для рыборазводного завода, для разведения мальков), который согласился бы селиться на Камчатке, что не позволяло осуществить обязательства об устроении в 1913 году рыбоводного завода, а следовательно и выпуска в 1914 году первой партии мальков. Грушецкий просил разрешения пригласить рыбовода из Японии, где давно практиковалось искусственное разведение лососей. Товарищество обязывалось принять меры к тому, чтобы под его руководством русско-подданные служащие практически изучили бы основы рыбоводства, чтобы в будущем не зависеть от иностранных инструкторов.
Первый рыбоконсервный завод Грушецкого заработал на реке Озёрной в 1914 году. Это было обшитое гофрированным оцинкованным железом здание длиной 40, шириной 18 и высотой от 4 до 6,4 м. К нему примыкали три склада. На правом берегу реки стоял тесовый засольный сарай и кладовка. В засольном сарае в 1915 году установили машину для чистки рыбы, приводимую в действие мотором мощностью в 12 л. с..
В 1915 году, с началом Первой Мировой войны, только предприятие Грушецкого продолжало планомерно развивать своё хозяйство на западной Камчатке. К концу 1915 года в его посёлке появились жилой дом, больница с аптекой, склад продуктов и промыслового снаряжения, кухня для рабочих стремя котлами и русской печью для выпечки хлеба, баня. В том же, 1915 году, Грушецкий начал осваивать новый участок на реке Большой, где вскоре появился ещё один его РКЗ.
В сезон 1919 г. единственным русским фабрикантом на западной Камчатке, работавшим относительно самостоятельно был только С. Грушецкий (остальное было занято японцами). Его фирма на реке Озёрной произвела 10 928 ящиков продукции общим весом 21 860 пудов брутто. Всего за сезон компания выпустила 70 157 ящиков весом 140 314 пудов. Осенью она доставила в Хакодате 32 140 ящиков. В начале 1920-х гг. иностранный, в основном японский капитал, полностью подчинил частных русских рыбопромышленников, в том числе и работавшую с участием иностранного капитала с последующим поглощением фирму С. Грушецкого.